# Small European Postal Administration Cooperation
 (novembre 2024).
La Small European Postal Administration Cooperation (sigle : SEPAC, ou acronyme : Sepac) est une association de petites administrations postales européennes. Depuis 2007, elles publient une émission conjointe de timbres-poste : l’émission Sepac.

## Conditions d'adhésion
Les conditions d'adhésion sont la localisation du pays en Europe, d'être une administration indépendante et d'avoir un petit marché dont plus de la moitié des clients philatélistes vivent en dehors du pays.
Douze membres sont officiellement déclarés en 2006 : les postes d'Åland, des îles Féroé (Postverk Føroya), de Gibraltar, du Groenland, de Guernesey, d'Islande, de l'île de Man, de Jersey, du Liechtenstein, de Malte, de Monaco et de Saint-Marin. Au début de l'année 2007, les postes du Luxembourg et en 2011, du Vatican les rejoignent.

## Historique
En 1994, l'agent Paolo de Rosa, chargé de la vente de leurs timbres dans plusieurs pays d'Europe, réunit une conférence pour que ces petites administrations partagent leurs expériences. Elles décident de devenir autonome de tout agent et de créer la Sepac quand Afinsa rachète l'agence de Rosa.
Au cours de conférences en 1999, 2005 et 2006, plusieurs projets de promotion sont évoqués jusqu'à l'accélération du calendrier en 2006 avec la présentation publique de la Coopération des petites administrations postales européennes, d'un logotype et d'une émission conjointe de timbres-poste sur un thème commun traité en toute indépendance par chacun des membres. Le 1er octobre 2007 est émis la première émission Sepac.

### Sources de l'article
- Jean-Louis Emmenegger, « Série commune des petits pays d'Europe », article publié dans L'Écho de la timbrologie n°1812, novembre 2007, pages 82-83. Les informations sur l'historique de la Sepac dans cet article, concordent avec la présentation de la Coopération sur le site officiel de celle-ci.